# 洪比亞
洪比亞（西班牙語：Jumbilla），是秘魯的城鎮，位於該國北部亞馬遜大區，是邦加拉省的首府，海拔高度1,935米，2010年人口1,368，而上一次2005年進行的人口普查顯示該城鎮人口為1,335。
5°54′15.63″S 77°47′52.95″W / 5.9043417°S 77.7980417°W